# فريدريكو بوجي
فريدريكو بوجي (بالإسبانية: Federico Poggi)‏ (10 يناير 1981 ببوينس آيرس في الأرجنتين - ) هو لاعب كرة قدم أرجنتيني في مركز الوسط. لعب مع أرسنال ساراندي ونادي أجاكسيو وهوراكان ونادي أتليتيكو سان تيلمو وVilla Dálmine ‏ وسارمينتو دي خونين وسان مارتين دي سان خوان.

## روابط خارجية
- فريدريكو بوجي على موقع إي إس بي إن إف سي (الإنجليزية)
- فريدريكو بوجي على موقع قاعدة بيانات كرة القدم.إي يو (الإنجليزية)